# خاوری‌ها (هزاره‌های ایران)
خاوری‌ها یا هزاره‌ها قومی دری زبان و یکی از اقوام قدیمی خراسان هستند. که در ایران بومی فریمان، نصرآباد، تربت جام، چناران، کلات و سرخس هستند. خاوری‌ها در ایران عمدتاً در مشهد و کویته پاکستان و در افغانستان عمدتاً در مناطق هزارستان سکونت دارند. گزارش‌های تاریخی وجود دارد که نادر افشار (حکومت:۱۱۶۰–۱۱۴۸ق)، دسته‌هایی سربازان هزاره داشت. او قبایلی از هزاره‌ها را در بادغیس و هرات و اسفراین، شمال مشهد مستقر کرد تا در برابر حملات ترکمن‌ها، مقابله کنند. این افراد سپس در لشکر کریم‌خان زند و قاجاریه خدمت کردند زیرا اوضاع اجتماعی هزاره‌ها به دلیل سختی زندگی در سرزمین کوهستانی غرجستان به خودی خود در پرورش انسان‌های توانمند از نظر روانی و جسمی اثرگذار بود.

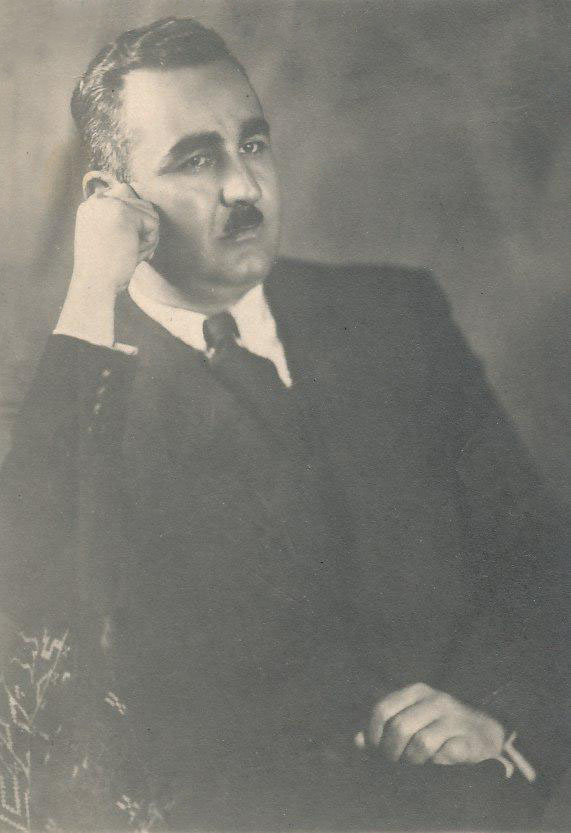

محمدیوسف خان هزاره معروف به صولت السلطنه نماینده مردم مشهد در پنجمین دوره مجلس شورای ملی ایران (۱۳۰۲–۱۳۰۴ش) از هوادارن جنبش مشروطیت و از چهره‌های سرشناس هزاره‌های اهل سنت شناخته شده ایران معرفی شده است. در سال ۱۳۱۱ش در پی گزارش‌های که توسط وزارت جنگ علیه خان‌های هزاره تهیه و به مرکز ارسال شد، حکم دستگیری و تبعید او به اجرا درآمد. املاک او در خراسان توقیف و زمین‌های از خسروخان قشقایی در شیراز و اهواز در اختیار او قرار گرفت و به همراه خانواده، تبعید شد. در سال ۱۳۲۰ش و پس از سقوط رضاشاه، خان‌های هزاره از جمله صولت السلطنه، به زادگاه خود برگشتند. اما منازعه بین وی و دولت بر سر بازگرداندن املاک ایشان ادامه یافت. گزارش شده است که تنش به تصرف مشهد و شهرهای اطراف از سوی صولت السلطنه و سران ایل هزاره انجامید و متعاقب آن دولت به خراسان لشکر کشی کرد. گفته شده که با وجود عقب‌نشینی صولت السلطنه و دریافت امان نامه از سوی دولت، ایشان در ۱۶ مهر ۱۳۲۲ش از سوی یکی از مأموران حکومتی به قتل رسید.
شیعیان هزاره پناهنده از حملات عبدالرحمن، اغلب ابتدا در شهرهای مشهد، فریمان، تربت‌جام، باخزر، بجنورد، چناران، نیشابور و کلات مستقر شدند. در دهه‌های بعدی، گروه‌هایی از آنان به تهران و مازندران رفتند. در زمان قاجاریه، به این هزاره‌ها، بربری گفته می‌شد. آنان از رضاخان درخواست کردند که بنام خاوری خوانده شوند.همچنین پس از حملات نیروهای شوروی (دهه ۱۳۶۰ش) و طالبان (نیمه دوم دهه ۱۳۷۰ش) گروه‌های دیگری از هزاره‌ها در نیمه دوم دهه ۱۳۷۰ش به ایران مهاجرت کردند.

## جغرافیای بومی

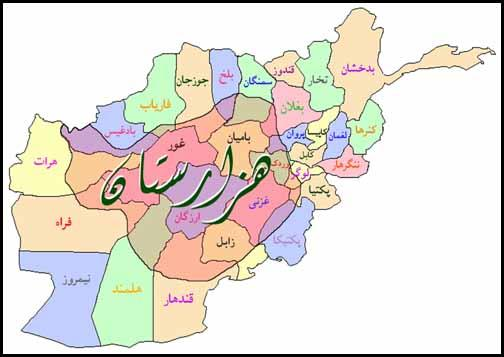

سرزمین اصلی هزاره‌ها، هزاره‌جات یا هزارستان در مرکز افغانستان به‌صورت کوهستانی و نیمه کوهستانی است. این منطقه، غور، غرجستان و زابلستان نیز نامیده شده است. هنری والتِر بلیو، افسر و مستشرق بریتانیایی که در نیمه دوم قرن ۱۹ میلادی در افغانستان خدمت می‌کرد، گستردگی هزاره جات را از مرزهای کابل و غزنی تا هرات و از نزدیکی‌های قندهار تا بلخ نوشته است. پس از قتل‌عام هزاره‌ها در دهه ۱۲۷۰ش، بسیاری از زمین‌های آنان توسط کوچی‌های پشتون تصرف شد.

### نام‌های گذشته
در منابع تاریخی از هزارستان به نام‌های مختلفی یاد شده است. بلیومی می‌نویسد که در کتاب مقدس کشوری به نام عرساث نام برده شده است که با موطن هزارهای امروزی مطابقت دارد. این سرزمین از کابل و غزنه تا هرات و قندهار وسعت داشته است.ستاگیدا یکی از نام‌های تاریخی هزارستان است که حدود ۲٬۵۰۰ سال پیش یاد می‌شده است.
بطلمیوس هزارستان را با نام پاروپامیزوس یاد کرده است.قسمت‌های جنوبی هزارستان پیش از اسلام اراکوزیا نام برده می‌شد و پایتخت آن هزاله نام داشت. این سرزمین از حدود ارغنداب تا مالستان و جاغوری و تام دای پولاد وسعت داشت. زاول (زابل)، زاولستان (زابلستان) منطقهٔ وسیعی بود که از تخارستان تا جنوب غزنی و تمام هزارستان را تحت پوشش داشت. این نام جامع‌ترین نام برای هزارستان بود و تا زمان تیمور گورکانی به این مناطق هزارستان گفته می‌شد. هیوان‌تسانگ در سفرنامهٔ خود اطراف و نواحی غزنی را به نام «تاوکپستوتو» یاد کرده است. غرب هزارستان پیش‌تر به زمین‌داور یا بلدداور یاد می‌شد.
در دوران اسلامی از شمال غرب هزارستان از حدود دایزنگی تا ولایت بادغیس و تمامی ولایت غور به غرجستان که به معنی کوهستان در فارسی قدیم است یاد می‌شد. گاهی این نام را دربارهٔ سراسر هزارستان به کار می‌بردند.
مشهورترین نام هزارستان در دوران اسلامی غور و غورستان بود که بعداً به سراسر هزارستان گفته شد اما اکنون محدود به ولایت غور کنونی شده است. غور در لهجهٔ هزارگی به معنی گودال، شکاف یا دره است. پیش از حملهٔ عبدالرحمان به آنجا، این سرزمین به نام هزارستان یاد می‌شد که کلنل چارلز ادوارد ییت، محمد حیات خان افغان و میر محمدعظیم بیگ از هزارستان یاد کرده‌اند.

#### پیشینه
هزارستان پیش از اسلام منطقه بودایی بوده که امپراطوری‌های متفاوت نظیر یونانیان، ایرانیان، هندیان، کوشانی‌ها - یفتلی‌ها، غوریان، غزنویان، ایلخانان، تیموریان و گورکانیان در این منطقه حکمرانی کرده‌اند ویرانه‌های پایتخت باستانی پادشاهی بابر هنوز هم در یکاولنگ، ولایت بامیان موجود است. باستان‌شناسان مدارکی از امپراتوری یونانِ باختر و بوداییان در این منطقه کشف کرده‌اند. مایکل ویتزل (Michael Witzel) باستان‌شناس آلمانی معتقد است که هزارستان همان ایران‌ویج در اوستا است. براساس یافته‌های اخیر وی بیوار مناطق جاغوری و ارزگان که از مناطق جنوب هزارستان می‌باشند بخشی از پادشاهی زابلستان و بعد از آن قلب امپراتوری کوشانیان بوده‌اند.

## زبان
زبان مردم خاوری هزارگی است، که به عنوان یکی از اصیل‌ترین گویش‌های فارسی محسوب می‌شود، که در هزارستان تکامل یافته است. این گویش به عنوان قدیمی‌ترین نمونه‌های زبان فارسی محسوب می‌شود و تأثیرات قوی محلی و فرهنگی دارد. زبان مردم هزارستان در طول تاریخ با استفاده از واژگان محلی و نکات تلفظی خود، به شکل منحصر به فرد خود تکامل یافته است.

## مذهب
اکثر هزاره‌ها شیعه هستند و اقلیتی از آنان در گروه پیروان اسماعیلیه یا اهل‌سنت (حنفیه) جای دارند. در زمان ظهور اسلام، قبایل هزاره پیرو آیین بودا و تحت حکومت کوشانی‌ها بود. تا سال ۱۲۰ق، فرماندهان اُموی در خراسان چندین بار به مناطق کوهستانی غور حمله کردند اما نتوانستند بر آن مسلط شوند و به عمق آن نفوذ کنند.
دربارهٔ زمان و چگونگی رواج تشیع بین هزاره‌ها سه نظریه وجود دارد. منهاج الدین جوزجانی (قرن ۷ق)، تاریخ‌نگار و نویسنده کتاب طبقات ناصری، نوشته که شَنسَب، اولین امیر غوریان در زمان ولایت جعدة بن هبیره، خواهرزاده امام علی بر خراسان، توسط وی نامه‌ای از امام دریافت کرده و بخاطر لحن نامه، ولایت ابن هبیره را پذیرفته و او و اطرافیانش دوستدار علی ابن ابیطالب شدند. همچنین در قرن دوم و سوم قمری، جوزجان و طالقان (شمال منطقه هزاره‌جات) محل قیام علویان: یحیی بن زید و محمد بن قاسم بود. تیمور خانف، نویسنده «تاریخ ملی هزاره‌ها» معتقد است هزاره‌ها در زمان غازان خان (۶۹۴–۷۰۳ق)، امیر شیعه ایلخانی، تشیع را انتخاب کردند او اعزام مبلیغین علوی را توسط غازان خان به هرات و غرجستان، از عوامل اصلی گسترش تشیع بین هزاره‌ها دانسته است. برخی از مستشرقین، ارتباط هزاره‌ها را با شاه عباس صفوی زمانی که در هرات اقامت داشته، دلیل مؤثر در شیعه شدن آنها در زمان این شاه دانسته‌اند.

### هزاره‌های اسماعیلی
گروه‌های بزرگ هزاره‌های پیرو اسماعیلیه در ولایات کابل، پروان، بغلان و بامیان حضور دارند و در ولایات میدان، سمنگان و زابل به‌صورت دسته‌های کوچک زندگی می‌کنند. این هزاره‌ها نیز در حملات دهه ۱۲۷۰ش مورد خشونت و کشتار قرار گرفتند.

### هزاره‌های اهل‌سنت
هزاره‌های اهل‌سنت در ولایات بادغیس، پنج‌شیر، بامیان، غور، بغلان و کُندُز ساکن هستند.

## جشن نوروز

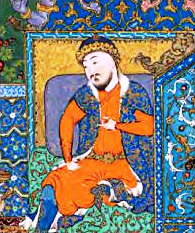
نگاره جمشید در شاهنامه تهماسبی

### جشن نوروز در هزارستان
جشن نوروز به عنوان سنتی پسندیده و قدیمی در تاریخ و فرهنگ هزاره‌های افغانستان، جایگاه والایی دارد. محال است که با ابراز عصبانیت کسانی که از مبدأ تاریخی و ارزشمندی فرهنگی آن آگاهی ندارند، نوروز از مردم هزارستان فاصله بگیرد یا از حافظه زمان محو شود. واقعیت‌های زندگی انسانی و اجتماعی مردمان این سرزمین، توأم با استقبال همیشگی از فصل بهار به مثابه موسم کشت و کار و غرس نهال، نوروز را همواره گرامی می‌دارند.
در میان هزاره‌های افغانستان که در مرکز کشور زندگی می‌کنند، نوروز جشن بزرگی محسوب می‌شود زیرا زندگی، شادی و کارآفرینی را برای کوهستان‌های سرد هزارستان به ارمغان می‌آورد. مردم همانند دیگر مناطق کشور از اواخر زمستان، با خانه‌تکانی و فراهم آوردن خوراک و پوشاک نوروزی، خود را برای استقبال از نوروز آماده می‌کنند. در روز عید همه لباس‌های تازه می‌پوشند و به دید و بازدید و زیارت آرام‌گاه‌های بستگان و بزرگان می‌روند. میهمانان با شیرینی‌های سنتی پذیرایی می‌شوند و هر خانه، گندم سبز می‌کند.
هزاره‌ها پیدایش نوروز را به موجودی فراطبیعی به نام «آجیزک» یا «آجیگگ» نسبت می‌دهند. آجیزک، یا آجیگگ پیرزنی زشت‌چهره است و به باور آنان، اگر در مدت چهل روز پس از نوروز، همان دوره «میله ارغوان»، باران ببارد، سالی پرباران پیش رو خواهد بود. آنان می‌گویند باران نشانه آن است که آجیزک، موی خود را شست‌وشو می‌دهد.
هزاره‌ها شب پیش از روز عید نیز حلوای «سمنک» می‌پزند و میان همسایگان تقسیم می‌کنند. همچنین پس از برافروختن «پلته» (فتیله؛ تارهای پنبه) که به روغن آغشته است، بر گرد آن به نیایش می‌پردازند. قرآن‌خوانی و نذر کردن برای شادی روح درگذشتگان از دیگر آیین‌های هزاره‌هاست. مردم بامیان در میدان مقابل سرخ‌بت و خنگ‌بت (بت‌های معروف بودا که دو سال پیش به دست طالبان ویران شدند) گرد می‌آیند. سپس به شهر باستانی «غلغله» یا «بند امیر» می‌روند.

#### آداب و رسوم نوروزی در هزارستان
برخی از آداب و رسوم هزاره‌ها در روزهای قبل و پس از نوروز عبارت‌اند از:
خرید لباس نوروزی: از یک یا دو ماه به نوروز مانده، هزاره‌ها به بازار می‌روند و لباس یا پارچه‌های لباس عید نوروزی‌شان را می‌خرند. پارچه‌هایی که معمولاً خریداری می‌شود برای زنان دارای رنگ روشن و سرخ یا سپید و رنگ‌های گوناگون‌اند. لباس مردان باید ساده باشد. هزاره‌ها دربارهٔ دوختن لباس‌های نوروزی و شاید هر لباسی معتقدند پارچه لباس را خوب است روزهای سعد و جمعه‌ها قیچی کنند. روز پنج‌شنبه ساعت سنگین است و لباس مدتی روی دست می‌ماند تا دوخته شود. آنانی که قدرت خرید ندارند بهترین لباسشان را برای روز نوروز نگه می‌دارند زیرا پوشیدن لباس تمیز و زیبا باعث شادی در تمام سال می‌شود. در روز نوروز نباید غمگین بود. اگر کسی در روز نوروز غمگین و ناراحت باشد، تا آخر سال غمگین خواهد ماند. هزاره‌ها باور دارند که درگذشتگان در روز نوروز به نزد بازماندگانشان برمی‌گردند و اگر آنان را غمگین ببینند، غمگین می‌شوند. شاد بودن و پوشیدن لباس نو و شاد، شادی را به خانه می‌آورد.
سبزه‌کاری: هزاره‌ها سال نو را با سبزه و رنگ سبز آغاز می‌کنند. سبزی‌ها پیام‌آور بهار است. با سبز شدن سبزه‌ها، هزاره‌ها زمستان را که گاهی با تلخی و سختی همراه است پشت سر می‌گذارند. آنان در داخل جام یا هر ظرفی مقداری گندم، عدس، تره‌تیزک، ده پانزده روز به عید مانده در خانه می‌کارند و با سبز شدن آنان شاد می‌شوند. برای این کار بیشتر از ظرفی استفاده می‌کنند که از جنس مس یا روی باشد. وقتی مقداری دانه را برای سبز شدن در داخل ظرف می‌ریزند، نخست به سلامتی امام زمان و به ترتیب بعد از آن نام اعضای خانواده را می‌آورند. برای آنان سلامتی و سال خوب از درگاه دادار پاک می‌خواهند و دوستان و همسایه‌ها را از یاد نمی‌برند.
خانه‌تکانی یا رفت‌وروب: یکی دو هفته و گاهی چند روز مانده به نوروز، خانه‌تکانی یا رفت‌وروب انجام می‌گیرد. اثاثیه را جابه‌جا و گردگیری می‌کنند و دوباره آنها را می‌چینند. گلیم‌ها روی برف تکان می‌دهند و پوشیدنی‌های خواب را در باد می‌جنبانند. هزاره‌ها باور دارند که فرشتگان در روز نوروز به امر خدا رزق و روزی بندگان را قسمت می‌کنند و به خانه‌ها سر می‌زنند. اگر خانه‌ای تمیز و پاک باشد خوشحال می‌شوند و برای آنان دعا می‌کنند و از خداوند می‌خواهند که برکت به روزی آنان بدهد. اما اگر خانه‌ای پاک نباشد ناراحت می‌شوند.
شیرینی‌پزی: در هزارستان، شیرینی‌پزی به شکل مدرن و امروزی وجود نداشته است. اگرچه این روزها در برخی از شهرستان‌ها مغازه‌های شیرینی‌پزی وجود دارند. در قدیم و اکنون نیز «بسراق» شیرینی همیشگی سفره‌های نوروزی هزاره است.

## نان بربری

### تاریخچه نون بربری
نون بربری، نانی سنتی است که تاریخچه‌اش به قوم هزاره (بربری) برمی‌گردد. هزاره‌ها یکی از اقوام شرقی ایران هستند که اصالتاً در منطقه خراسان بزرگ، به ویژه در مرکز افغانستان و مرز ترکمنستان، ساکن بوده‌اند. این قوم به دلیل مهارت‌هایشان در پخت نان، به ویژه نان بربری، مشهور شده‌اند.

### نقش خاوری‌ها در ترویج نون بربری
خاوری‌ها یکی از زیرشاخه‌های قوم هزاره هستند که به دلیل مهاجرت‌های تاریخی به نقاط مختلف ایران پراکنده شده‌اند. مهاجرت خاوری‌ها به مناطق مرکزی و غربی ایران به ترویج و شناخته شدن نون بربری کمک بسیاری کرده است. به ویژه در دوران قاجار و پهلوی، مهاجرت‌های گسترده‌ای از خراسان به تهران و سایر شهرهای بزرگ انجام شد و همین امر باعث شد تا نون بربری به سرعت در سراسر ایران شناخته و محبوب شود.

### ویژگی‌های نون بربری
نون بربری به خاطر ویژگی‌های منحصر به فردش متمایز از سایر نان‌ها است. این نان به صورت بیضی شکل و دارای بافتی نرم و پفکی است. بر روی سطح نان بربری معمولاً خطوطی با کمک دست یا ابزار خاصی ایجاد می‌شود که این خطوط علاوه بر زیبایی، به بهتر پختن نان نیز کمک می‌کند. از دیگر ویژگی‌های نان بربری می‌توان به استفاده از آرد گندم، خمیر مایه، و برخی افزودنی‌های طبیعی همچون شیر یا ماست اشاره کرد که باعث نرمی و طعم لذیذ آن می‌شود.

### اهمیت فرهنگی و اجتماعی نون بربری
نون بربری نه تنها به عنوان یک غذای ساده و مغذی در سفره‌های مردم هزاره حضور دارد، بلکه به عنوان بخشی از هویت فرهنگی و تاریخی خراسانیان نیز شناخته می‌شود. این نان در مراسم و جشن‌های مختلف همچون نوروز و ماه رمضان جایگاه ویژه‌ای دارد. در واقع، نون بربری نمادی از مهمان‌نوازی و سخاوت خراسانیان است.

### تأثیر نون بربری بر صنعت نانوایی
با گذشت زمان، نون بربری نه تنها در افغانستان وایران بلکه در بسیاری از کشورهای جهان نیز شناخته شده و مورد استقبال قرار گرفته است. بسیاری از نانوایی‌ها در کشورهای مختلف این نان را به عنوان یکی از محصولات اصلی خود عرضه می‌کنند و باعث آشنایی بیشتر جهانیان با این نان خوشمزه و تاریخی می‌شوند.

## فرهنگ و موسیقی هزاره‌ها

تصویر یک دختر هزاره در حال نقاشی تندیس بودا (هزارستان کالچر)

### زبان و ادبیات
زبان اصلی هزاره‌ها فارسی دری است که با لهجه خاصی همراه است. این زبان در مناطق مختلف با گویش‌ها و لهجه‌های متنوعی مورد استفاده قرار می‌گیرد. ادبیات شفاهی در میان هزاره‌ها جایگاه ویژه‌ای دارد و شامل افسانه‌ها، داستان‌های حماسی و اشعار می‌شود. یکی از اشعار معروف، اشعار «بابا خوشدل» است که تأثیر زیادی در حفظ و انتقال فرهنگ هزاره‌ها دارد.

### هنر و صنایع دستی
هزاره‌ها در زمینه هنرهای دستی مانند قالی‌بافی، گلیم‌بافی و سفالگری نیز معروف‌اند. قالی‌های هزاره با طرح‌های بومی و رنگ‌های زنده شناخته می‌شوند و به عنوان نمادی از هویت فرهنگی هزاره‌ها به‌شمار می‌روند. هنرهای دستی هزاره‌ها علاوه بر ارزش‌های اقتصادی، به عنوان راهی برای حفظ و انتقال فرهنگ و تاریخ این قوم مورد استفاده قرار می‌گیرند.

### رسوم و آیین‌ها
هزاره‌ها به عنوان یک قوم خراسانی دارای رسوم و آیین‌های خاص خود هستند. جشن نوروز با برگزاری مراسمی چون پهن کردن سفره هفت‌سین، دید و بازدیدهای خانوادگی، و اجرای موسیقی‌های محلی جشن گرفته می‌شود. این آیین‌ها نه تنها به عنوان رویدادهای فرهنگی، بلکه به عنوان فرصت‌هایی برای تقویت همبستگی اجتماعی و خانوادگی نیز مورد توجه قرار می‌گیرند.

### موسیقی هزاره‌ها
موسیقی هزاره‌ها تلفیقی از نغمه‌ها و مقام‌های محلی با تأثیراتی از موسیقی ایرانی و آسیای مرکزی است. این موسیقی با سازهای سنتی مانند «دمبوره»، «تنبور» و «نی» نواخته می‌شود. دمبوره یکی از سازهای اصلی موسیقی هزاره‌ها است و به خاطر صدای گرم و گیرایش در اجرای نغمه‌های محلی و حماسی مورد استفاده قرار می‌گیرد.

#### سبک‌ها و نغمه‌ها
نغمه‌های هزاره‌ای اغلب شامل مضامین عاشقانه، حماسی و مذهبی هستند. این نغمه‌ها با لهجه هزاره‌ای اجرا می‌شوند و تجربه‌های روزمره و احساسات عمیق انسانی را به تصویر می‌کشند. «مقام هزاره» یکی از سبک‌های معروف موسیقی هزاره است که با ریتم خاص و نغمه‌های دلنشین همراه است و در مراسم‌های مختلف فرهنگی و اجتماعی اجرا می‌شود.

#### موسیقی مذهبی
موسیقی مذهبی در میان هزاره‌ها جایگاه ویژه‌ای دارد و در مراسم‌های مذهبی مانند عزاداری‌های محرم و جشن‌های مذهبی استفاده می‌شود. این موسیقی با نغمه‌های عرفانی و دعاهای مذهبی همراه است و به عمق بیشتری از احساسات مذهبی و فرهنگی می‌پردازد.

#### تأثیرات موسیقی هزاره بر موسیقی منطقه
موسیقی هزاره‌ها تأثیر قابل توجهی بر موسیقی نواحی شرقی ایران و افغانستان گذاشته است. تلفیق نغمه‌های هزاره با موسیقی محلی این نواحی به تنوع و پویایی موسیقی در منطقه کمک کرده است. در سال‌های اخیر، موسیقی هزاره با اجرای هنرمندان معاصر به شناخت و پذیرش بیشتری در سطح بین‌المللی دست یافته است.

## ویژگی‌های ظاهری
- رنگ پوست و مو:
  - هزاره‌ها دارای پوستی روشن‌تر نسبت به دیگر اقوام افغان مانند پشتون‌ها و تاجیک‌ها هستند.
  - رنگ موی آن‌ها معمولاً سیاه یا قهوه‌ای تیره است.[۳۹][۴۰][۴۱]
- چشم‌ها:
  - چشم‌های قهوه‌ای و شکل بادامی یکی از مشخصات بارز هزاره‌ها است.[۴۲]
- صورت:
  - صورت هزاره‌ها دارای گونه‌های برجسته و بینی متوسط تا کوچک است.[۴۱]
- قد و قامت:
  - قد مردمان هزاره معمولاً متوسط تا بلند است، هرچند این ویژگی می‌تواند بر اساس محیط زندگی و تغذیه متفاوت باشد.[۴۱]
- لباس‌های سنتی:
  - مردان هزاره معمولاً پیراهن و شلوار گشاد به همراه جلیقه و کلاه می‌پوشند، در حالی که زنان لباس‌های رنگارنگ و بلند به همراه روسری یا شال سر می‌کنند.[۴۱]
  - رنگ مو:
  - رنگ مو در مردمان هزاره معمولاً سیاه یا قهوه‌ای تیره است. برخی ممکن است موهای موج‌دار یا صاف داشته باشند.[۴۳]
  - پیشانی بلند:
  - بسیاری از هزاره‌ها دارای پیشانی بلند و نسبتاً پهن هستند که به چهره آن‌ها حالت خاصی می‌دهد.[۴۴]
- ساختار بدنی:
- هزاره‌ها اغلب دارای ساختار بدنی قوی و تنومند هستند که در مقایسه با اقوام شرق آسیا، به آن‌ها جثه‌ای بزرگ‌تر می‌بخشد. این ویژگی می‌تواند به دلیل شرایط زندگی در مناطق کوهستانی و نیاز به قدرت فیزیکی برای زندگی در این محیط‌های چالش‌برانگیز باشد.[۴۵][۴۶][۴۷]

## قبایل
مردم هزاره از قبایل مختلف تشکیل یافته‌اند. برخی از این قبایل پیشوند «دای» را دارند. نظر به جلد اول سراج التواریخ اثر فیض‌محمد کاتب، آنان شامل دایکندی، دایزنگی، دای میرکشه، دای دهقان، دایچوپان، دای خیتای، دایمیرداد، دای کلان، دای قوزی، دای فولاد، دای میرک، دای مردگان و غیره هستند. این قبایل در سراسر افغانستان، بخش‌های از پاکستان و ایران و نیز در سایر مناطق هزاره‌نشین زندگی می‌کنند.

## جنگ افغانستان-شوروی
مردم هزاره در جریان جنگ شوروی در افغانستان نقش مهمی در مقاومت علیه اشغالگران شوروی ایفا کردند. جنگ شوروی در افغانستان، که از سال ۱۹۷۹ تا ۱۹۸۹ به طول انجامید، تأثیرات عمیقی بر وضعیت سیاسی و اجتماعی افغانستان داشت و منجر به تحولات مهمی در ساختار قدرت و فعالیت‌های سیاسی در کشور شد. هزاره‌ها به عنوان یکی از اقوام شیعه‌مذهب و تحت فشار از سوی دولت‌های قبلی افغانستان، در این جنگ به دفاع از حقوق و آزادی‌های خود پرداختند.

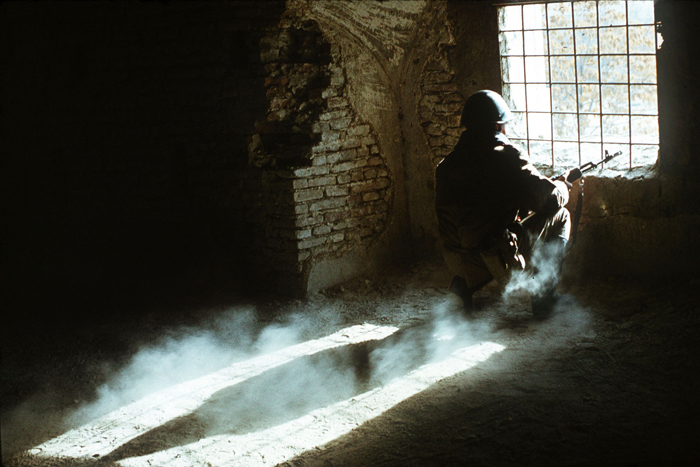

### پیش‌زمینه تاریخی
در اواخر دهه ۱۹۷۰ و اوایل دهه ۱۹۸۰، افغانستان با بحران سیاسی و اجتماعی شدیدی روبرو بود. کودتای کمونیستی در سال ۱۹۷۸ و روی کار آمدن حزب دموکراتیک خلق افغانستان، تغییرات عمده‌ای را در ساختار حکومت و سیاست‌های داخلی ایجاد کرد. این تغییرات با مخالفت گسترده اقوام مختلف از جمله هزاره‌ها مواجه شد.

### ورود شوروی به افغانستان
در دسامبر ۱۹۷۹، اتحاد جماهیر شوروی به افغانستان حمله کرد و کنترل کابل را به دست گرفت. این حمله با مقاومت شدید اقوام مختلف از جمله هزاره‌ها مواجه شد. هزاره‌ها، که پیشتر از سیاست‌های دولت کمونیستی نگران بودند، به سرعت به صفوف مقاومت پیوستند.

### سازمان‌های مقاومت هزاره

#### ۱. حزب وحدت اسلامی افغانستان
یکی از مهم‌ترین گروه‌های مقاومت هزاره، حزب وحدت اسلامی افغانستان به رهبری عبدالعلی مزاری بود. این حزب در سال ۱۹۸۲ تشکیل شد و به یکی از بزرگ‌ترین و قدرتمندترین گروه‌های مقاومت در مناطق هزاره‌نشین تبدیل شد. حزب وحدت اسلامی نقش مهمی در سازماندهی نیروهای مقاومت، بسیج مردمی، و برقراری نظم و امنیت در مناطق تحت کنترل خود داشت.

#### ۲. شورای اتفاق اسلامی
شورای اتفاق اسلامی یکی دیگر از گروه‌های مهم مقاومت هزاره‌ها بود که در سال ۱۹۸۱ تشکیل شد. این گروه تحت رهبری محمد اکبری فعالیت می‌کرد و در مناطق بامیان و سایر مناطق هزاره‌نشین فعالیت داشت.

### نقش هزاره‌ها در جنگ
هزاره‌ها به عنوان یکی از اقوام محوری مقاومت علیه شوروی، نقش مهمی در حملات و عملیات‌های نظامی علیه نیروهای شوروی و دولت کمونیستی افغانستان ایفا کردند. آن‌ها از موقعیت جغرافیایی و کوهستانی مناطق هزاره‌نشین برای انجام عملیات‌های چریکی بهره بردند. نیروهای مقاومت هزاره، با تکیه بر حمایت‌های مردمی و استفاده از تسلیحات سبک، توانستند تلفات و خسارات قابل توجهی به نیروهای شوروی وارد کنند.

### دستاوردها و چالش‌ها

#### دستاوردها
1. تحکیم هویت ملی و مذهبی: مقاومت هزاره‌ها در برابر شوروی و دولت کمونیستی، باعث تقویت هویت ملی و مذهبی آن‌ها شد و زمینه‌ساز وحدت و همبستگی بیشتر در میان جامعه هزاره گردید.[۴۹]
2. ایجاد نهادهای سیاسی و نظامی: جنگ شوروی باعث شد تا هزاره‌ها نهادهای سیاسی و نظامی خود را تقویت کرده و به عنوان یکی از بازیگران اصلی صحنه سیاسی افغانستان به رسمیت شناخته شوند.[۵۰]

#### چالش‌ها
1. تلفات و خسارات انسانی: جنگ شوروی تلفات انسانی و خسارات مادی زیادی به جامعه هزاره وارد کرد. بسیاری از مردم هزاره مجبور به ترک خانه و کاشانه خود شدند و به مناطق دیگر مهاجرت کردند.
2. تفرقه و اختلافات داخلی: هرچند مقاومت هزاره‌ها در برابر شوروی موفقیت‌آمیز بود، اما اختلافات داخلی بین گروه‌های مختلف مقاومت بعضاً منجر به تفرقه و نزاع‌های داخلی شد.[۵۱]

## جنگ ایران-عراق

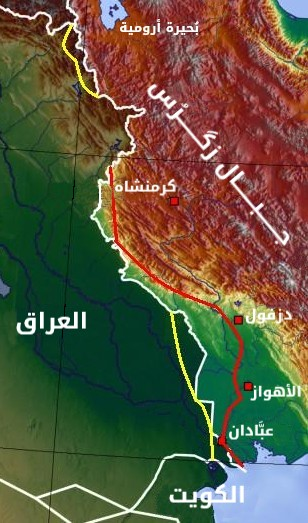

در طول جنگ تحمیلی عراق علیه ایران (معروف به جنگ دفاع مقدس در ایران) که از سال ۱۹۸۰ تا ۱۹۸۸ به طول انجامید، هزاره‌ها و خاوری‌ها (مردم فارسی‌زبان شیعه‌مذهب ساکن در مناطق مختلف افغانستان و ایران) نیز نقشی مهم و ارزشمند در دفاع از خاک ایران ایفا کردند.

### پیشینه تاریخی و فرهنگی
هزاره‌ها به عنوان یکی از اقوام شیعه‌مذهب و تاریخی با پیوندهای فرهنگی و دینی قوی با جامعه ایران، از دیرباز در تحولات مختلف منطقه‌ای و دفاع از مشترکات فرهنگی و مذهبی مشارکت داشته‌اند. پس از پیروزی انقلاب اسلامی در ایران، ارتباطات فرهنگی و اجتماعی بین هزاره‌های افغانستان و جامعه ایران تقویت شد. این پیوندها باعث شد که هزاره‌ها نیز به صورت داوطلبانه در دفاع از ایران شرکت کنند.

### انگیزه‌ها و عوامل مشارکت

#### ۱. پیوندهای مذهبی و اعتقادی
یکی از عوامل اصلی مشارکت هزاره‌ها در جنگ دفاع مقدس، اشتراکات مذهبی و اعتقادی با مردم ایران بود. بسیاری از هزاره‌ها با انگیزه‌های دینی و اعتقادی و به منظور دفاع از انقلاب اسلامی و آرمان‌های مشترک مذهبی، به جبهه‌های جنگ پیوستند.

#### ۲. پناهندگی در ایران
با آغاز جنگ شوروی در افغانستان در سال ۱۹۷۹، بسیاری از هزاره‌ها به دلیل ناامنی و جنگ به ایران پناهنده شدند. این گروه از هزاره‌ها به دلیل دریافت حمایت و پناهندگی از سوی دولت و مردم ایران، احساس وظیفه کردند که در دفاع از ایران مشارکت کنند.

### نقش هزاره‌ها در جنگ دفاع مقدس
هزاره‌ها در طول جنگ ایران و عراق، به عنوان نیروهای داوطلب و بسیجی در جبهه‌های مختلف جنگ حضور یافتند. این نیروها عمدتاً در قالب گردان‌های مختلف بسیج و سپاه پاسداران انقلاب اسلامی سازماندهی شدند. آن‌ها در عملیات‌های مهمی مانند عملیات والفجر و عملیات خیبر نقش‌آفرینی کردند.

#### نمونه‌هایی از مشارکت‌ها
- عملیات والفجر: هزاره‌ها در عملیات والفجر، که یکی از عملیات‌های بزرگ ایران در جنگ بود، حضور فعال داشتند و در پیشروی نیروهای ایرانی نقش مهمی ایفا کردند.[۵۲]
- عملیات خیبر: در این عملیات نیز هزاره‌ها به عنوان نیروهای پیش‌قراول و در کنار سایر نیروهای ایرانی، در مناطق دشوار و باتلاقی جنوب عراق به مقابله با نیروهای عراقی پرداختند.

### دستاوردها و تأثیرات

#### ۱. تحکیم پیوندهای فرهنگی و مذهبی
حضور هزاره‌ها در جنگ دفاع مقدس، به تحکیم و تقویت پیوندهای فرهنگی و مذهبی بین هزاره‌ها و مردم ایران کمک کرد. این مشارکت باعث شد که هزاره‌ها به عنوان بخشی از جامعه گسترده‌تر ایرانی شناخته شوند و در تحولات اجتماعی و فرهنگی ایران نقش بیشتری ایفا کنند.

#### ۲. پذیرش اجتماعی و فرهنگی
مشارکت هزاره‌ها در جنگ، زمینه‌ساز پذیرش بیشتر آنان در جامعه ایران شد و به تعامل و همبستگی بیشتر بین دو جامعه منجر شد.